# Falsitas quae nemini nocet non punitur
Falsitas quae nemini nocet non punitur è un brocardo latino, significante che "non è punibile una falsità che non nuoce a nessuno".

## Diritto penale italiano
Nel diritto penale italiano, le falsità tollerabili o innocue non sono degne di nota, ossia quando non recano offesa ad alcuno, né al bene giuridico tutelato. Da un punto di vista tecnico, ci si riferisce  all’articolo 49 del codice penale, il quale esclude la punibilità quando l'inidoneità dell’azione o l’inesistenza dell’oggetto di essa sia tale per cui l’evento dannoso o pericoloso sia impossibile. In questi casi il reato di falso non può ritenersi sussistente, in quanto non si potrebbe punire chi ha commesso il fatto (vedasi i concetti di "falso innocuo, inutile o grossolano").